# Peter Lord
Peter Lord var engelsk filminstruktør, producer, og animator. Han er bedst kendt fra den populær stop motionfilm Walter og Trofast og Flugten fra Hønsegården. 